# Opsariichthys uncirostris
Opsariichthys uncirostris ist eine Süßwasserfischart aus der Gattung Opsariichthys in der Familie Xenocyprididae und Ordnung der Karpfenartigen (Cypriniformes).

## Vorkommen
Opsariichthys uncirostris kommt in Ostasien von Ostsibirien bis Nordkorea und China sowie in Japan vor. Darüber hinaus wurde die Art versehentlich mit chinesischen Karpfen in Taschkent, Usbekistan eingeführt. Sie lebt in Süßwasser in Wassertemperaturen zwischen 10 und 22 °C. Die Unterart Opsariichthys uncirostris uncirostris (japanisch ハス Hasu) wird auf der Roten Liste Japans als gefährdet (vulnerable) eingestuft.

## Merkmale
Die Art hat eine Länge von durchschnittlich 12,4 cm und maximal bis zu 32,5 cm. Die Flossenformel lautet: Dorsale 7-7, Anale 12-12. Die  Afterflosse ist vergrößert mit auffälligen Strahlen. Der Karyotyp ist 2n=78. Das Karyogramm weist vier meta- und submetazentrische Chromosomenpaare und 35 akrozentrische auf.

## Lebensweise
Opsariichthys uncirostris frisst Insekten, Höhere Krebse und kleine Fische wie Plecoglossus altivelis altivelis, Bitterlinge und Grundeln. Die Laichzeit ist von Juni bis August. Die Weibchen verstreuen ihre Eier über Sand- und Kiesböden.

## Taxonomie
Die Art wurde 1846 von Coenraad Temminck und Hermann Schlegel wissenschaftlich erstbeschrieben.